# 성제묘 무신도
성제묘 무신도(聖帝廟巫神圖)는 서울특별시 중구 성제묘에 있는 조선시대의 무신도이다. 2017년 4월 13일 서울특별시의 유형문화재 제403호로 지정되었다.

## 지정 사유
『성제묘무신도』는 총10점으로 제작시기가 조선후기와 19세기말에 이른다. 궁중화원(畵員)에서 민간 화사의 작품에 이르기까지 다양하고 풍부한 도상이 나타나고 있어서 조선시대 관제(關帝)신앙 무신도의 보고(寶庫)라고 할 수 있다.
또한 상당수의 무신도에서 궁중화원들에 의한 궁중 화풍이 나타나고 있다는 점에서 민화의 범주에서 다루어지는 기존 무신도에 대한 인식을 재고하는 큰 역할을 할 것으로 기대되며, 관제 신앙 연구에 매우 귀중한 자료로서 서울시 유형문화재로 지정하여 보존할 가치가 있다.

## 조사 보고서
성제묘의 무신도의 제작시기는 조선후기와 구한말에 걸쳐 있으며 궁중 화원(畵員)을 비롯해 여러 화사의 다양한 화풍이 나타난다. 비단이나 종이바탕을 비롯해 장황방식이나 크기도 일정하지 않다.
성제묘의주신인 관운장 내외 무신도는 관성제군(關聖帝君)의신격에 맞게 족자의 위와 아래로 청색 능화판지 회장(回裝)을 하였고, 각종 문양과 장엄물, 금박 등으로 장식해 정치한 화려함이 있다. 방장에는 중앙의 보개(寶蓋)를 중심으로 두 개의 풍대가 걸려 있고, 고식의 보상화문(寶相花紋) 덩굴무늬들이 장식되어 있는데, 이것은 장충동 관성묘 무신도의 관운장 대고(大褲)자락에도 나타나는 것이어서 흥미롭다. 관운장 내외는 감실 안쪽의 화려한 신탑(神榻) 위의 신좌(神座)에 각각 앉아 있으며, 신탑 역시 많은 풍대가 달린 탁의(卓衣)로 둘려져 있다. 각 신격의 성격은 위엄이 넘치는 표정과 자애로운 표정으로 개성이 강하게 표현되어 있고, 의복 문양도 관우는 칠보문(七寶紋)이고, 부인은 연화문(蓮花紋)이다. 붉은색 곤룡포를 입은 관우와 그 부인의 뒤로는 왕을 상징하는 ‘일월오봉도(日月五峰圖)’가 하나의 큰 판 위에 장식적으로 세워져 있다.
옥천대사 무신도는 관우의 사부인 옥천대사를 모신 것이다. 흰 고깔을 쓴 맑고 기품 있는 옥천대사가 흰색 도포를 입고 섬세한 조각의 흰 석좌(石座) 위에 앉아 있다. 전체적으로 담백한 백묘(白描)로 선을 쓰고 색을 최소화했으나, 청홍색의 방석, 붉은 옷고름, 붉은 비단 내의, 화려한 가죽신으로 화면에 강렬한 대비로 활력을 불어넣고 있다.
관우, 관평, 주창 무신도는 관우와 관평, 주창을 각기 개별적인 화폭(畵幅)의 무신도로 그린 것이어서 흥미롭다. 삼존상(三尊像)처럼 독립적인 신앙 형태로 분화되고 있었음을 추정할 수 있다. 관평은 관우와 함께 참살 당했고, 주창은 이 소식을 듣고 자결했기 때문에 같이 모셔진 것으로 보인다. 여기서 관우와 주창 무신도는 화사가 같고, 관평 무신도는 공필(工筆)로 그려진 것으로 화사가 다르다.
관평과 주창 무신도는 앞의 관평 무신도처럼 공필로 그려진 것으로 도상표현이 매우 정치하고 금니문양도 화려하다. 특히 관우, 관평도는 도화서 화원급의 뛰어난 실력을 보여주며, 현재 걸린 관우부부상보다 훨씬 뛰어난 화격을 보여주어 주목된다.
마부1은 무신도로는 보기 드물게 가로로 긴 그림이다. 주신인 관운장 내외 무신도에서 볼 수 있는 청색 능화판지 회장(回裝)이 뚜렷하게 남아 있다. 다소 거친 필선으로 마부들의 얼굴을 표현했지만 고졸함이 살아 있고, 옷자락 선의 강약과 굵기를 달리 하며 생동감 넘치는 묘법(描法)을 구사하고 있다. 붉은 얼룩 반점이 있는 적토마의 길고 풍만한 꼬리는 매듭져 묶여 있으며, 마구(馬具)는 왕의 마구를 갖추었다.
마부2는 위의 마부1 무신도와 화풍은 다르지만, 채찍을 쥐고 적토마를 몰고 가는 마부의 눈 흰자위 위에 서린 형형한 푸른 안광은 매우 독특한 개성이 있으며 화면을 압도하기에 충분하다.
일월오봉도 1, 2 무신도는 민화풍의 그림이다.
성제묘(서울특별시 유형문화재 제7호)의 총10점의 무신도는, 보개와 신탑으로 장엄된 보궁에 봉안된 관운장 내외 무신도를 중심으로 제작시기가 조선후기와 19세기말에 이르고 있을 뿐만 아니라, 궁중화원(畵員)에서 민간 화사의 작품에 이르기까지 다양하고 풍부한 도상이 나타나고 있어서 조선시대 관제(關帝)신앙 무신도의 보고(寶庫)라고 할 수 있다.
또한 상당수의 무신도에서 궁중화원들에 의한 궁중 화풍이 나타나고 있다는 점에서 민화의 범주에서 다루어지는 기존 무신도에 대한 인식을 제고하는 큰 역할을 할 것으로 기대되며, 관제신앙 연구에 매우 귀중한 자료가 될 것으로 생각된다. 따라서 서울시 유형문화재로 지정할 가치가 있다.

## 상세규격
| 명칭         | 수량 | 규격(cm) 세로× 가로 | 조성연대  |
| ------------ | ---- | ------------------- | --------- |
| ①관운장 내외 | 1점  | 132 × 92            | 19세기 말 |
| ②관우        | 1점  | 95 × 46             | 19세기 말 |
| ③옥천대사    | 1점  | 100 × 51.5          | 조선후기  |
| ④관평        | 1점  | 60 × 31.5           | 조선후기  |
| ⑤주창        | 1점  | 94 × 52             | 19세기 말 |
| ⑥관평과 주창 | 1점  | 93 × 57.3           | 조선후기  |
| ⑦마부1       | 1점  | 69 × 100            | 19세기 말 |
| ⑧마부2       | 1점  | 164 × 106           | 19세기 말 |
| ⑨일월오봉1   | 1점  | 180 × 70            | 19세기 말 |
| ⑩일월오봉2   | 1점  | 170 × 70            | 19세기 말 |

## 같이 보기
- 성제묘 - 서울특별시 유형문화재 제7호

## 참고 자료
- 성제묘 무신도 - 국가유산청 국가유산포털